# Prosper Chubert
Prosper Chubert, né le 25 septembre 1884 à Acigné (Ille-et-Vilaine) et décédé le 28 novembre 1944 au camp de Neuengamme, près de Hambourg (Allemagne), est un avoué, un administrateur et un résistant français.

## Biographie
Chubert étudia le droit à Rennes puis s'installa à Vannes comme avoué. Il s'impliqua dans de nombreuses activités en assumant des responsabilités au sein d'organismes comme le Véloce vannetais, le syndicat d'initiatives et l'orchestre la Lyre vannetaise. Au titre de la vice-présidence de la commission des hospices, il s'investit grandement dans la fondation du nouvel hôpital de Vannes, dont la construction débuta en 1932.

### Résistance
Prosper Chubert entra en résistance dans l'armée secrète du Morbihan, commandée par le général Guillaudot. Après l'arrestation de celui-ci, fin 1943, il présida le premier Comité départemental de la libération, en janvier 1944.
Dénoncé peu après, il fut arrêté le 18 février 1944 par la Gestapo, et transféré de Rennes à Compiègne le 29 juin 1944, puis déporté le 28 juillet vers le camp de Neuengamme (Matricule 40520), où il décéda en novembre de la même année,.

## Honneurs

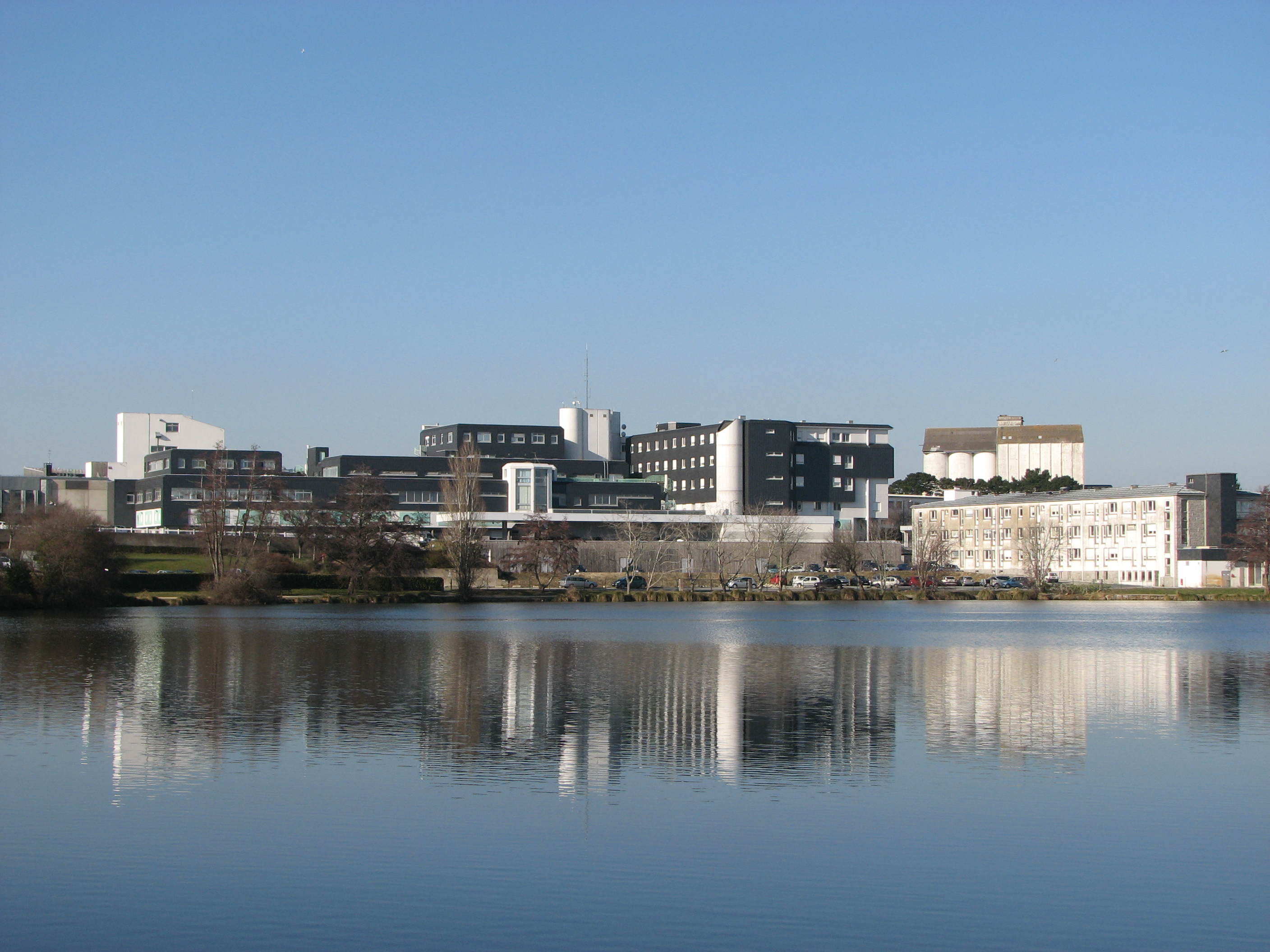
Hôpital Chubert à Vannes.

En 1946, l'hôpital de Vannes, qu'il avait contribué à construire et auquel il avait légué la totalité de ses biens, fut baptisé de son nom.
Dans sa commune natale, une rue porte son nom.